# Liste der Kulturdenkmale in Ilmtal-Weinstraße
In der Liste der Kulturdenkmale in Ilmtal-Weinstraße sind alle Kulturdenkmale der Ortsteile der thüringischen Gemeinde Ilmtal-Weinstraße (Landkreis Weimarer Land) aufgelistet (Stand: 26. April 2012).

## Kulturdenkmale nach Ortsteilen

### Denstedt
Denkmalensemble
| Bild                           | Bezeichnung             | Lage    | Datierung | Beschreibung | ID |
| ------------------------------ | ----------------------- | ------- | --------- | ------------ | -- |
| weitere Bilder Fotos hochladen | Schloss und Schlosspark | (Karte) |           |              |    |

Einzeldenkmale
| Bild                                    | Bezeichnung                        | Lage                                       | Datierung | Beschreibung                                                                                    | ID |
| --------------------------------------- | ---------------------------------- | ------------------------------------------ | --------- | ----------------------------------------------------------------------------------------------- | -- |
| weitere Bilder Fotos hochladen          | Kirche mit Kirchhof                | (Karte)                                    |           | Die Orgel der Kirche von Denstedt wurde von Johann Gottlob Töpfer entworfen und 1859/60 erbaut. |    |
| Direkt Bild zu diesem Denkmal hochladen | Gedenkstein für 22 Antifaschisten  | Friedhof                                   |           |                                                                                                 |    |
| weitere Bilder Fotos hochladen          | Schloss                            | Karl-Marx-Straße 1F (Karte)                |           |                                                                                                 |    |
| weitere Bilder Fotos hochladen          | Mühlengehöft mit Mühltechnik       | Karl-Marx-Straße 2 (Karte)                 |           |                                                                                                 |    |
| BW                                      | Wohnhaus mit Tor und Nebengebäuden | Karl-Marx-Straße 23, 23a, 23b, 23c (Karte) |           |                                                                                                 |    |
| Direkt Bild zu diesem Denkmal hochladen | Wappentafel                        | Linkershof                                 |           |                                                                                                 |    |
| Direkt Bild zu diesem Denkmal hochladen | Ilmbrücke                          | nordöstlicher Dorfausgang                  |           |                                                                                                 |    |

Bodendenkmal
| Bild                                    | Bezeichnung                                          | Lage                                                                                  | Datierung | Beschreibung | ID |
| --------------------------------------- | ---------------------------------------------------- | ------------------------------------------------------------------------------------- | --------- | ------------ | -- |
| Direkt Bild zu diesem Denkmal hochladen | Graben und Innenhof des Schlosses, Schloss, Baugrund | Nach Nordwest vorspringender flacher Sporn, südlich der Ilm und westlich von Denstedt |           |              |    |

### Goldbach
Einzeldenkmale
| Bild                           | Bezeichnung | Lage    | Datierung | Beschreibung | ID |
| ------------------------------ | ----------- | ------- | --------- | ------------ | -- |
| weitere Bilder Fotos hochladen | Kirche      | (Karte) |           |              |    |

### Kromsdorf Nord / Großkromsdorf
Einzeldenkmale
| Bild                                    | Bezeichnung                                     | Lage                    | Datierung | Beschreibung | ID |
| --------------------------------------- | ----------------------------------------------- | ----------------------- | --------- | ------------ | -- |
| weitere Bilder Fotos hochladen          | Kirche                                          | (Karte)                 |           |              |    |
| Direkt Bild zu diesem Denkmal hochladen | Wohnhaus mit Einfriedung (ehem. Pfarrhaus)      | Platz der Demokratie 43 |           |              |    |
| Fotos hochladen                         | Schloss                                         | Platz der Demokratie    |           |              |    |
| Direkt Bild zu diesem Denkmal hochladen | Glockenstuhl                                    | Dorfstraße              |           |              |    |
| Direkt Bild zu diesem Denkmal hochladen | Gedenkstein für 18 unbekannte KZ-Häftlinge      | Friedhof                |           |              |    |
| Direkt Bild zu diesem Denkmal hochladen | Tor und Pforte                                  | Nr. 13                  |           |              |    |
| Direkt Bild zu diesem Denkmal hochladen | Nebengebäude und Portal (ehemalige Dorfschenke) | Nr. 51                  |           |              |    |

Denkmalensembles
| Bild                           | Bezeichnung                                           | Lage                                             | Datierung | Beschreibung                               | ID |
| ------------------------------ | ----------------------------------------------------- | ------------------------------------------------ | --------- | ------------------------------------------ | -- |
| weitere Bilder Fotos hochladen | Schloss, Schlosskapelle, Schlosspark mit Schloßmauern | Platz der Demokratie 47, 99441 Kromsdorf (Karte) |           | Liste der Steinbüsten am Schloss Kromsdorf |    |

### Kromsdorf Süd / Kleinkromsdorf
Einzeldenkmale
| Bild                                    | Bezeichnung                   | Lage                          | Datierung | Beschreibung | ID |
| --------------------------------------- | ----------------------------- | ----------------------------- | --------- | ------------ | -- |
| Direkt Bild zu diesem Denkmal hochladen | Kirche mit Kirchhof           | Koordinaten fehlen! Hilf mit. |           |              |    |
| Direkt Bild zu diesem Denkmal hochladen | ehemalige Schule und Hofmauer | Bei der Kirche 5              |           |              |    |
| Direkt Bild zu diesem Denkmal hochladen | Gehöft                        | Beim Backhause 9              |           |              |    |

### Leutenthal
Einzeldenkmale
| Bild                                    | Bezeichnung                                                            | Lage                  | Datierung | Beschreibung | ID |
| --------------------------------------- | ---------------------------------------------------------------------- | --------------------- | --------- | ------------ | -- |
| weitere Bilder Fotos hochladen          | Kirche mit Kirchhof                                                    | (Karte)               |           |              |    |
| Direkt Bild zu diesem Denkmal hochladen | Bauteile des ehemaligen Amtshauses: Keller mit Brunnen und Wappentafel | Im Dorfe 2            |           |              |    |
| Direkt Bild zu diesem Denkmal hochladen | Wohnhaus                                                               | Im Dorfe 13           |           |              |    |
| Direkt Bild zu diesem Denkmal hochladen | Waidmühlstein                                                          | gegenüber Haus Nr. 35 |           |              |    |

### Liebstedt
Denkmalensemble
| Bild                           | Bezeichnung        | Lage                             | Datierung | Beschreibung | ID |
| ------------------------------ | ------------------ | -------------------------------- | --------- | ------------ | -- |
| weitere Bilder Fotos hochladen | Wasserburg und Gut | Berggasse 95, 95b und 96 (Karte) | 0900      |              |    |

Einzeldenkmale
| Bild                                    | Bezeichnung                                                                        | Lage                 | Datierung | Beschreibung | ID |
| --------------------------------------- | ---------------------------------------------------------------------------------- | -------------------- | --------- | ------------ | -- |
| weitere Bilder Fotos hochladen          | Kirche mit Kirchhof                                                                | (Karte)              |           |              |    |
| weitere Bilder Fotos hochladen          | Wasserburg                                                                         | Berggasse 95 (Karte) | 0900      |              |    |
| Direkt Bild zu diesem Denkmal hochladen | Gehöft                                                                             | Berggasse 100        |           |              |    |
| Direkt Bild zu diesem Denkmal hochladen | Wohnhaus                                                                           | Lange Straße 9       |           |              |    |
| Direkt Bild zu diesem Denkmal hochladen | Wohnhaus                                                                           | Lange Straße 19      |           |              |    |
| Direkt Bild zu diesem Denkmal hochladen | Wohnhaus (Pfarrhaus) und Gewölbekeller der ehemaligen Scheune (und Inschrifttafel) | Lange Straße 31      |           |              |    |
| Direkt Bild zu diesem Denkmal hochladen | Tor und Portal                                                                     | Lange Straße 32      |           |              |    |

Bodendenkmal
| Bild                                    | Bezeichnung                   | Lage                                                                                    | Datierung | Beschreibung | ID |
| --------------------------------------- | ----------------------------- | --------------------------------------------------------------------------------------- | --------- | ------------ | -- |
| Direkt Bild zu diesem Denkmal hochladen | Wasserburg, Schloss, Komturei | Wenig erhöhtes, nach Süden allmählich ansteigendes Gelände an der Südostecke des Dorfes |           |              |    |

### Mattstedt
Einzeldenkmale
| Bild                                    | Bezeichnung                                 | Lage                        | Datierung | Beschreibung | ID |
| --------------------------------------- | ------------------------------------------- | --------------------------- | --------- | ------------ | -- |
| weitere Bilder Fotos hochladen          | Kirche                                      | (Karte)                     |           |              |    |
| Direkt Bild zu diesem Denkmal hochladen | Wohnhaus                                    | Unterdorf 112               |           |              |    |
| Direkt Bild zu diesem Denkmal hochladen | Wohnhaus, Scheunengebäude                   | Unterdorf 113               |           |              |    |
| Direkt Bild zu diesem Denkmal hochladen | Gehöft und Brücke (ehemaliges Mühlengehöft) | Unterdorf 115               |           |              |    |
| Direkt Bild zu diesem Denkmal hochladen | Hofanlage                                   | Unterdorf 117               |           |              |    |
| Fotos hochladen                         | Pfarrhaus                                   | Unterdorf 122               |           |              |    |
| Direkt Bild zu diesem Denkmal hochladen | Wohnhaus                                    | Unterdorf 134               |           |              |    |
| Direkt Bild zu diesem Denkmal hochladen | Ilmbrücke                                   | zwischen Mattstedt und B 87 |           |              |    |

### Niederreißen
Einzeldenkmale
| Bild                           | Bezeichnung | Lage    | Datierung | Beschreibung | ID |
| ------------------------------ | ----------- | ------- | --------- | --- | -- |
| weitere Bilder Fotos hochladen | Kirche      | (Karte) |           | im Kern romanischer Bau, aus dem 12. Jahrhundert erhalten ist das Kirchenschiff, sonstige Teile der Kirche stammen aus dem 18. Jahrhundert |    |

### Niederroßla
Denkmalensemble
| Bild                                    | Bezeichnung                                                                                  | Lage                          | Datierung | Beschreibung | ID |
| --------------------------------------- | -------------------------------------------------------------------------------------------- | ----------------------------- | --------- | ------------ | -- |
| Direkt Bild zu diesem Denkmal hochladen | Wasserburg, Gutshof, Mühle, Brücke und Gehöft sowie einbezogener Straßenraum mit Pflasterung | Koordinaten fehlen! Hilf mit. |           |              |    |

Einzeldenkmale
| Bild                                    | Bezeichnung                               | Lage                           | Datierung | Beschreibung     | ID |
| --------------------------------------- | ----------------------------------------- | ------------------------------ | --------- | ---------------- | -- |
| weitere Bilder Fotos hochladen          | Kirche und Kirchhof                       | (Karte)                        |           |                  |    |
| weitere Bilder Fotos hochladen          | Wasserburg                                | Schloßhof 8 (Karte)            |           | Burg Niederroßla |    |
| Direkt Bild zu diesem Denkmal hochladen | Straßenpflaster und begrenzende Hofmauern | Arno-Müller-Straße             |           |                  |    |
| Direkt Bild zu diesem Denkmal hochladen | Portal des Wohnhauses                     | Arno-Müller-Straße 12          |           |                  |    |
| Direkt Bild zu diesem Denkmal hochladen | Ilmbrücke                                 | Buttstädter Straße (Ortsmitte) |           |                  |    |
| Direkt Bild zu diesem Denkmal hochladen | Mühlengehöft einschließlich Mahltechnik   | Mühlgasse 3                    |           |                  |    |
| Direkt Bild zu diesem Denkmal hochladen | Haustür                                   | Mühlgasse 8                    |           |                  |    |
| Direkt Bild zu diesem Denkmal hochladen | Gehöft                                    | Mühlgasse 9                    |           |                  |    |
| Fotos hochladen                         | Wegweiser                                 | Apoldaer Straße                |           |                  |    |
| Fotos hochladen                         | Wegweiser                                 | Buttstädter Straße             |           |                  |    |

### Nirmsdorf
Einzeldenkmale
| Bild                                    | Bezeichnung         | Lage     | Datierung | Beschreibung | ID |
| --------------------------------------- | ------------------- | -------- | --------- | ------------ | -- |
| weitere Bilder Fotos hochladen          | Kirche mit Kirchhof | (Karte)  |           |              |    |
| Direkt Bild zu diesem Denkmal hochladen | Waidmühlstein       | Ortslage |           |              |    |

### Oberreißen
Einzeldenkmale
| Bild                           | Bezeichnung   | Lage                          | Datierung | Beschreibung | ID |
| ------------------------------ | ------------- | ----------------------------- | --------- | ------------ | -- |
| weitere Bilder Fotos hochladen | Kirche        | (Karte)                       |           |              |    |
| weitere Bilder Fotos hochladen | Turmwindmühle | Koordinaten fehlen! Hilf mit. |           |              |    |

### Oßmannstedt
Einzeldenkmale
| Bild                                    | Bezeichnung                                                                | Lage                      | Datierung | Beschreibung | ID |
| --------------------------------------- | -------------------------------------------------------------------------- | ------------------------- | --------- | ------------ | -- |
| weitere Bilder Fotos hochladen          | Kirche                                                                     | (Karte)                   |           |              |    |
| weitere Bilder Fotos hochladen          | Gut mit Gebäuden, baulichen Anlagen, Garten- und Parkanlage („Wielandgut“) | (Karte)                   |           |              |    |
| Direkt Bild zu diesem Denkmal hochladen | Wohnhaus                                                                   | Jahnplatz 7               |           |              |    |
| Direkt Bild zu diesem Denkmal hochladen | Gehöft                                                                     | Karl-Liebknecht-Straße 13 |           |              |    |
| Direkt Bild zu diesem Denkmal hochladen | Wohnhaus                                                                   | Karl-Liebknecht-Straße 14 |           |              |    |
| Direkt Bild zu diesem Denkmal hochladen | Gehöft                                                                     | Wielandstraße 3           |           |              |    |

Bodendenkmal
| Bild                                    | Bezeichnung | Lage | Datierung | Beschreibung | ID |
| --------------------------------------- | ----------- | --- | --------- | ------------ | -- |
| Direkt Bild zu diesem Denkmal hochladen | Steinkreuz  | Etwa 1700 m westlich des Ortes, am westlichen Rand einer mit Buschwerk und Bäumen bewachsenen Erosionsrinne, 300 m nördlich der Eisenbahnstrecke Weimar – Apolda |           |              |    |

### Pfiffelbach
Einzeldenkmale
| Bild                           | Bezeichnung | Lage                         | Datierung | Beschreibung | ID |
| ------------------------------ | ----------- | ---------------------------- | --------- | ------------ | -- |
| weitere Bilder Fotos hochladen | Kirche      | (Karte)                      |           |              |    |
| Fotos hochladen                | Obelisk     | an der Straße nach Buttstädt |           |              |    |

### Rohrbach
Denkmalensemble
| Bild                           | Bezeichnung                                                    | Lage                       | Datierung | Beschreibung | ID |
| ------------------------------ | -------------------------------------------------------------- | -------------------------- | --------- | --- | -- |
| weitere Bilder Fotos hochladen | ehemaliges Gut mit „Schloß“, Wirtschaftsgebäude und Parkanlage | Im Dorfe 35 und 36 (Karte) |           | Das zweigeschossiges Gutshaus mit sieben Fensterachsen und Mansarddach. Erhöhter Mittelrisalit mit drei Fensterachsen mit geschwungenem Giebel. Das Giebelfeld ist mit plastischem Stuckaturen. Innen repräsentative, zweiläufige Treppenanlage, gartenseitig zwei große, mit Parkett, Kaminen, Wandverkleidungen und Stuckdecken ausgestattete Säle. |    |

Einzeldenkmale
| Bild                                    | Bezeichnung | Lage     | Datierung | Beschreibung | ID |
| --------------------------------------- | --- | -------- | --------- | ------------ | -- |
| weitere Bilder Fotos hochladen          | Kirche mit Kirchhof mit: Kirchhofsmauer, Gefallenendenkmals mit Einfriedung, Grabstein (Obelisk ca. 1,20 m hoch, Ende 18. Jh.), Grabstein (Frauengestalt, ca. 1,50 m hoch) | (Karte)  |           |              |    |
| Direkt Bild zu diesem Denkmal hochladen | Fuhrwerkswaage (nördl. der Kirche auf einer platzartigen Aufweitung an der Kreuzung mehrerer Dorfstraßen)                                                                  | Im Dorfe |           |              |    |

Bodendenkmal
| Bild                                    | Bezeichnung | Lage | Datierung | Beschreibung | ID |
| --------------------------------------- | ----------- | --- | --------- | ------------ | -- |
| Direkt Bild zu diesem Denkmal hochladen | Steinkreuz  | Am nordöstlichen Ortsrand, 9 m östlich der Straße nach Oberreißen. Vor dem Gartenzaun am Grundstück Reinhardt. Weg nach Oberreißen und Pfiffelbach |           |              |    |

### Ulrichshalben
Einzeldenkmale
| Bild                                    | Bezeichnung         | Lage                | Datierung | Beschreibung | ID |
| --------------------------------------- | ------------------- | ------------------- | --------- | ------------ | -- |
| weitere Bilder Fotos hochladen          | Kirche              | (Karte)             |           |              |    |
| Direkt Bild zu diesem Denkmal hochladen | ehemaliges Gutshaus | Große Kirchgasse 17 |           |              |    |

Bodendenkmal
| Bild                                    | Bezeichnung                                                                                   | Lage                                                                                             | Datierung | Beschreibung | ID |
| --------------------------------------- | --------------------------------------------------------------------------------------------- | ------------------------------------------------------------------------------------------------ | --------- | ------------ | -- |
| Direkt Bild zu diesem Denkmal hochladen | ehemaliges Gut, Wasserburg, Flachmotte mit Gebäuderest, teilweise zugeschütteter Wassergraben | Am Nordrand des Dorfes, dicht nordöstlich der Kirche, bereits in der Ilmniederung von 1,5 m Höhe |           |              |    |

### Wersdorf
Einzeldenkmale
| Bild                                    | Bezeichnung   | Lage                     | Datierung | Beschreibung | ID |
| --------------------------------------- | ------------- | ------------------------ | --------- | ------------ | -- |
| weitere Bilder Fotos hochladen          | Kirche        | (Karte)                  |           |              |    |
| Direkt Bild zu diesem Denkmal hochladen | Waidmühlstein | Ortslage, vor Gaststätte |           |              |    |

### Willerstedt
Einzeldenkmale
| Bild                                    | Bezeichnung         | Lage                        | Datierung | Beschreibung | ID |
| --------------------------------------- | ------------------- | --------------------------- | --------- | ------------ | -- |
| weitere Bilder Fotos hochladen          | Kirche              | (Karte)                     |           |              |    |
| Direkt Bild zu diesem Denkmal hochladen | Transformatorenhaus | Buttstädter Straße          |           |              |    |
| Direkt Bild zu diesem Denkmal hochladen | Tor und Portal      | Franz-Magnus-Böhme-Straße 7 |           |              |    |
| Direkt Bild zu diesem Denkmal hochladen | Gehöft              | Kirchberg 13                |           |              |    |
| Direkt Bild zu diesem Denkmal hochladen | Wohnhaus            | Alter Markt 11              |           |              |    |
| Direkt Bild zu diesem Denkmal hochladen | Waidmühlstein       | Alter Markt                 |           |              |    |

Bodendenkmal
| Bild                                    | Bezeichnung                                                                       | Lage                          | Datierung | Beschreibung              | ID |
| --------------------------------------- | --------------------------------------------------------------------------------- | ----------------------------- | --------- | ------------------------- | -- |
| Direkt Bild zu diesem Denkmal hochladen | Sumpfiges Wiesengelände im Südosten – Teil der Dorflage, 100 m östlich der Kirche | Koordinaten fehlen! Hilf mit. |           | Motte, die Burg, Das Mahl |    |

## Quelle
- Denkmalliste Landkreis Weimarer Land. (PDF; 929 kB) weimarerland.de